# Richard Dedekind
Richard Dedekind celým jménem Julius Wilhelm Richard Dedekind (6. října 1831 Braunschweig – 12. února 1916 Braunschweig) byl německý matematik, který významně přispěl k teorii čísel, abstraktní algebře a axiomatickým základům aritmetiky. Jeho nejznámějším přínosem je vytvoření konstrukce reálných čísel.

## Život
Richard Dedekind se narodil v rodině právníka a univerzitního profesora Julia Dedekinda. V letech 1838 až 1847 studoval na gymnáziu Martino-Katharineum v Braunschweigu a zajímal se chemii a fyziku. Ale zvítězila matematika, kterou začal studovat od roku 1848 na Collegium Carolinum. Ve studiu pokračoval od roku 1850 na univerzitě v Göttingenu. Univerzita v té době nepatřila k významným centrům studia matematiky, kterou se stala později. V té době zde učili Moritz Abraham Stern a Georg Ulrich, přednášel zde také Carl Friedrich Gauss. Na jeho přednášku o metodě nejmenších čtverců Dedekind vzpomínal ještě o padesát let později.
Doktorát získal Richard Dedekind v roce 1852 za svoji práci o Eulerových integrálech pod vedením Gausse.
V roce 1854 Dedekind obhájil habilitační práci a začal učit jako vysokoškolský učitel v Göttingenu. Pořádal kurzy pravděpodobnosti a geometrie.
Po Gaussově smrti v roce 1855 se jeho nástupcem stal Johan Peter Gustav Dirichlet a Dedekind navštěvoval jeho přednášky o teorii čísel, o teorii potenciálu, o určitých integrálech a přednášky o parciálních diferenciálních rovnicích. Dedekind a Dirichlet se stali blízkými přáteli a tento vztah Dedekinda výrazně ovlivnil v jeho pozdější práci.
V roce 1858 se Dedekind stal řádným profesorem na polytechnice v Curychu. Na Technické univerzitě v Braunschweigu začal učit matematiku v roce 1862. Pracoval zde a přednášel až do odchodu do důchodu, v roce 1894. Jako ředitel působil v letech 1872 až 1875. Přestože dostal několik nabídek z jiných univerzit, zůstal ve svém rodném městě. Jedním z hlavních důvodů bylo blízké pouto s rodinou. Nikdy se neoženil a žil společně se svobodnou sestrou.
V roce 1859 navštívili s Bernhardem Riemannem Berlín, kde probíhaly kurzy o nejnovějším vývoji matematiky a této návštěvy využil k setkání s Leopoldem Kroneckerem, Ernstem Eduardem Kummerem a Karlem Weierstrassem. Rád cestoval a v roce 1878 navštívil světovou výstavu v Paříži.
V roce 1862 byl jmenován členem Göttingenské Akademie věd, členství v Berlínské Akademie věd získal roku 1880. Od roku 1900 byl jmenován členem a od roku 1910 zahraničním členem Akademie věd v Paříži. Byl členem Německé akademie přírodních věd Leopoldina a Akademie věd v Římě. Získal čestné doktoráty v Oslu, Curychu a Braunschweigu.
Dedekind hrál na violoncello a klavír. Složil komorní operu, pro kterou jeho bratr napsal libreto. Zemřel 12. února 1916 a byl pohřben na hlavním hřbitově v Braunschweigu. Jeho majetek je veden v Ústředním archivu odkazů německých matematiků ve Státní a univerzitní knihovně Dolního Saska v Göttingenu.

## Dílo
Významným rysem matematiky 19. století bylo zpřesňování základů matematické analýzy. Docházelo ke zpřesňování pojmů, které dříve nebyly pojaty dostatečně rigorózně (funkce, spojitost, derivace, integrál, číselné řady atd.). Zároveň se rozvíjely nové teorie(diferenciální rovnic), analytické funkce, Fourierovy řady, apod.). Matematici 19. století se začali odklánět od těsné návaznosti na fyziku. Jako spolehlivé důkazy pravdivosti matematických výsledků již nebyly považovány geometrické a fyzikální představy. Na univerzitách narůstaly snahy o zkvalitnění univerzitní výuky matematiky.
Ve druhé polovině 19. století se problematikou reálných čísel zabývala řada matematiků, jako byli Charles Méray, K. Weierstrass nebo Georg Cantor, jehož práci zveřejnil Eduard Heine. Ale již v roce 1858 nastínil první ideje konstrukce reálných čísel Richard Dedekind. První zavedl a zveřejnil přesné definice přirozených čísel pomocí axiomů ve své práci z roku 1888 „Was sind und was sollen die Zahlen?“ (Co jsou a jaká jsou čísla?).
Nespokojil se s výkladem Augustina Louise Cauchyho z počátku 19. století. O čtyřicet let později hledal cestu k přesnému výkladu základů analýzy. Ve svém díle „Stetigkeit und Irrationalverbindungen“ (Kontinuita a iracionální čísla) z roku 1872 publikoval jako první konstrukci množiny reálných čísel – Dedekindův řez.
Na dovolené ve Švýcarsku se roku 1872 setkal s německým matematikem Georgem Cantorem. Ve své korespondenci ze 70. let 19. století se zabývali ranými pracemi Cantora o teorii množin. Z dopisu datovaného 7. prosince 1873 je patrné, že na základě korespondence s Dedekindem, Cantor rozvinul svůj důkaz o nespočtu reálných čísel. Jejich přátelství skončilo poté, co se Dedekind odmítl přestěhovat do Cantorova působiště na univerzitu v Halle.
Významné je také jeho zavedení pojmu "podobnost" množin. Dvě množiny jsou podobné (v dnešní době – mají stejnou mohutnost nebo kardinalitu), pokud mezi nimi existuje bijektivní zobrazení. Například množina přirozených čísel má stejnou kardinalitu (neboli obsahuje "stejný počet čísel") jako množina sudých čísel. Po zavedení zobrazení {\displaystyle n\rightarrow 2n}, které přirozenému číslu přiřadí jeho dvojnásobek. Dedekind se také zabýval teorií okruhů, definoval pojem ideál, pokusil se i o axiomatické zavedení množiny přirozených čísel. Z jeho prací vycházeli např. Hilbert, Peano a další.

V roce 1879 publikoval práci „Über die Theorie der ganzen algebraischen Zahlen“ (O teorii celých algebraických čísel), jež ovlivnila základy matematiky.
... představil logickou teorii čísla a úplné indukce, představil své hlavní pojetí podstaty aritmetiky a zabýval se rolí kompletního systému reálných čísel v geometrii v problému spojitosti prostoru. Mimo jiné poskytuje definici nezávislou na pojmu čísla pro nekonečnost nebo konečnost množiny pomocí konceptu mapování a zpracování rekurzivní definice, což je pro teorii pořadových čísel tak důležité.
Vydal spisy svého učitele Johana P. G. Dirichleta a upravil jeho přednášky o teorii čísel. Publikoval je jako Vorlesungen über Zahlentheorie v roce 1863. Podílel se také na vydávání díla Carla Friedricha Gausse. Také vydal spisy přítele Bernharda Riemanna a sepsal jeho životopis.
Je zobrazen na poštovní známce NDR z roku 1981, jejíž zobrazení připomíná jeho větu o jednoznačné rozložitelnosti ideálů na prvoideály v okruhu celých čísel.